# معیار لاوسون
معیار لاوسون (Lawson criterion)، معیاری برای آنکه رآکتور گرما هسته‌ای به صورت منبع انرژی درآید.
این معیار عبارت است از حاصلضرب چگالی ذرات همجوشنده (ne) و زمان محصور سازی (τE) لازم برای اینکه این ذرات به اندازه کافی واکنش کنند تا دمای پلاسما را به دمای اشتعال برسانند.
{\displaystyle n_{\rm {e}}\tau _{\rm {E}}\geq L\equiv {\frac {12}{E_{\rm {ch}}}}\,{\frac {k_{\rm {B}}T}{\langle \sigma v\rangle }}}
که در این معادله σ سطح مقطع انجام واکنش و v سرعت و نماد <> نماد میانگین گیری در توزیع ماکسول-بولتزمن در دمای T است.
مثلاً برای واکنش دوتریوم-تیریتیم (D-T) داریم:
{\displaystyle n_{\rm {e}}\tau _{\rm {E}}\geq 1.5\times 10^{20}{\rm {s}}/{\mbox{m}}^{3}}
این مقدار حداقلی برای ایجاد شدن پلاسما است.